# Rhopalophora serripennis
Rhopalophora serripennis es una especie de escarabajo longicornio del género Rhopalophora, categorizada en la tribu Rhopalophorini, de la subfamilia Cerambycinae. Fue descrita por Giesbert & Chemsak en 1993.

## Descripción
Mide 5-9 mm de longitud.

## Distribución
Se distribuye por América del Norte: México.